# Alois Alnoch von Edelstadt
Alois Alnoch von Edelstadt, más írásmód szerint Allnoch, magyarosan: Edelstadti Alnoch Alajos (Tolna, 1799. június 20. – Buda, 1849. május 21.) osztrák katona, ezredesként Heinrich Hentzi segédtisztje.

## Élete
Édesapja Franz Alnoch. Tanulmányait a bécsújhelyi katonai akadémián végezte, hadnagyi rendfokozatban fejezte be 1819-ben. 1821-ben a Császári Vadászezreddel részt vett a nápolyi hadjáratban. Ezután fokozatosan haladt felfelé a katonai ranglétrán: 1828. március 18-án a 36. számú Palombini-gyalogezrednél főhadnagyi, 1833. január 23-án ugyanott kapitányi kinevezést kapott. 1838. július 28-án a 43. számú Herbert-gyalogezrednél őrnaggyá léptették elő. 1846. május 22-én a 11. számú Rainer főherceg-gyalogezred parancsnoka és az Államtanács katonai kormánytanácsi megbízottja lett Dalmáciában. Alezredessé 1848. június 28-án, ezredessé 1849. március 10-én nevezték ki, s a 23-as számú Ceccopieri-gyalogezred parancsnoka lett. Néhány nappal Buda ostroma előtt érkezett meg az ezredhez, ám csupán egyetlen zászlóaljat talált. A felajánlott megadást parancsnokával, Hentzi vezérőrnaggyal együtt elutasította, s megkísérelte felrobbantani a Lánchíd úttestét, ennek során vesztette életét.
Osztrák szempontból e cselekedete hőstettnek minősült, ezért 1856-ban Ferenc József császár von Edelstadt özvegyét, illetve négy gyermekét bárósággal tüntette ki.
Alois Alnoch von Edelstadtot a budai katonai temetőben temették el, egyszerű, szürke márvány síremléket emelve sírja fölé. Mellé temették a budai vár védelménél elesett 111 osztrák katonát is, hasonló síremléket emelve hamvaik fölé. A sírok ma már nincsenek meg (a temető a Vízivárosban volt, 1902-ben számolták fel),  a Vasárnapi Ujság 1886. évi 22. száma szerint Alnoch sírján e felirat állt: „Alois Alnoch, von Edelstadt, Oberst des 23-ten Infanterie-Regiments. Gefallen bei der Vertheitigung [sic!] von Ofen am 21-ten May 1849”; magyar nyelven: „Edelstadti Alnoch Alajos, a 23-dik gyalogezred ezredese, elesett Buda védelménél 1849. május 21.”

## Kísérlet a Lánchíd felrobbantására
Alnoch többször tanácskozott Hentzi vezérőrnaggyal, hogyan lehetne a Lánchidat, tetemes megrongálása nélkül, legcélszerűbben járhatatlanná tenni. A tábornok azt parancsolta neki, hogy a vasváz és a merevítő tartók kivételével bontassa szét az egész útpályát a budai hídfőtől az első mederpillérig. Ez meg is történt.
A szétbontás után Hentzi körülbelül 12 ölnyire a budai hídfőtől, gerenda-aljzaton négy, puskaporral teli ládát rakatott a csupasz, öntöttvas kereszttartókra, hogy szükség esetén az útpálya vázát felrobbanthassa. A gerenda-aljzatból keskeny deszkapalló vezetett ki. Ezen a pallón húzódott a parti pillérig a gyújtócső.
Mikor május 21-én hajnalban a honvédek már-már fölhágtak Budavár falaira, Alnoch, a 23. gyalogezred ezredese, leküldött egy tüzért a Lánchídhoz, hogy a puskaporos csatornát gyújtsa meg. Maga pedig kiállt a bástya fokára, ugyanarra a helyre, ahol ma a sikló várbeli állomása van, és várta, hogyan fog levegőbe repülni a Lánchíd. A tüzér lesietett, de az ezredes hiába leste a robbanást. Az idő múlt, az első honvédek már a várban voltak, Hentzi keresztüllőve rogyott össze, sérülésébe két nap múlva belehalt, Kempka hadnagy pedig a lőporraktár felrobbanása következtében szintén elhunyt. Ekkor Alnoch maga rohant le a hídhoz, végrehajtani a szándékot és beváltani Hentzi adott szavát, amit Welden határozottan ellenzett. Alnochot követte egy magyar katona, ám az ezredes megfordult és lelőtte. Alnoch a vámházacskánál észrevette, hogy a puskaporos csatorna félre van tolva, vagyis messziről nem lehet föllobbantani. Beszaladt hát a hídra, keresve, hol szakad meg a tűzcsatorna. Ez a pont közvetlenül a ládák közelében, körülbelül három lépésre a kőoroszlántól volt. Alnoch kivette szájából az égő szivart, és belevetette a deszkahosszúságú csatornába. Roppant durranással robbant föl a sok puskapor. De a robbanás a híd láncát nem sértette meg, csak tizenegy kereszttartót szakított le, egyszersmind összevissza görbítve egy csomó függő vaslécet. Alnoch teste felismerhetetlenné égett össze, nem maradt belőle semmi épen, csupán bal keze, melyen a fehér katonatiszti kesztyű megpörkölődött.
1849 május 21-én Budavár bevételekor a Lánchidat fel akarta vettetni de a vissza-/csapódó lövet őt találta haját arczát lepörkölte feketére, a koponyája meghasadt / a jobb karja el volt szakítva s a nyíláson tüdeje egy része kilógott, a szája nyitva / volt az alsó felső jobb foga kilátszott. A tetemet 4 honvéd vitte fel egy kiakasztott ólajtón a várba, ott voltam láttam. .